# マクシム・プルカエフ

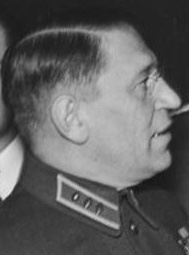

マクシム・アレクセーヴィチ・プルカエフ（露：Макси́м Алексе́евич Пурка́ев、1894年8月14日 - 1953年1月1日）は、ソ連の軍人。上級大将。

## 経歴
ナリトヴォ村（現モルドバ共和国ドゥベンスキー地区プルカエヴォ村）出身。1915年からロシア帝国軍に入隊。1916年、准尉学校を卒業し、サラプルの予備狙撃連隊に勤務した。1917年の二月革命後、連隊兵士委員会委員に選出。
1918年、赤軍に入隊し、1919年から共産党員。ロシア内戦時、中隊長としてシンビルスク、サマラ、ブグルスラン、オルスクの戦いに参加した。1919年8月から第24狙撃師団の連隊長。1923年、「射撃」課程を修了し、連隊長、師団長補佐、師団参謀長、軍管区本部の課長、参謀次長を歴任する。1936年、M.V.フルンゼ名称軍事アカデミーを卒業し、師団長を務める。1938年～1940年、白ロシア軍管区参謀長。1940年7月からキエフ軍管区参謀長となり、ポーランド侵攻に参加した。
独ソ戦時、南西戦線参謀長（1941年6月～7月）、第60軍（1941年12月から第3打撃軍）司令官、カリーニン戦線司令官（1942年～1943年）を歴任する。モスクワの戦い、トロペツコ・ホルムスク作戦、セリゲル川の敵防衛線の突破に参加し、ヴェリーキエ・ルーキ作戦を立案・実行した。
1943年4月から極東戦線、後に第2極東戦線司令官となる。1945年8月、満州、サハリン及び千島列島の日本軍を撃破した（ソ連対日参戦）。
戦後、極東軍管区司令官（1945年9月～1947年1月）。1947年6月から極東軍参謀長兼第一副総司令官。1952年7月、ソ連軍事省高等軍事教育施設局長。第2期ソ連最高会議代議員。

## 表彰・受勲
レーニン勲章2個、赤旗勲章4個、一等スヴォーロフ勲章、一等クトゥーゾフ勲章を受章。